# Área natural marina protegida Cabo Caccia-Isla Piana
El Área natural marina protegida Cabo Caccia - Isla Piana (en italiano: Area naturale marina protetta Capo Caccia - Isola Piana), más conocida en modo abreviado como "AMP Capo Caccia", es un espacio natural con el estatus oficial de área marina protegida de Italia. Se encuentra en la isla de Cerdeña y fue creado por el Ministerio de Medio Ambiente italiano en el 2002 con el fin de proteger un tramo de costa mediterránea. Se encuentra ubicada en el territorio administrativo de Alguer (Alghero), en la parte noroeste de la isla. Se clasifica como Zona Especialmente Protegida de Importancia para el Mediterráneo.